# Tub de combustió
Un tub de combustió és un reactor químic fabricat en vidre pirex, quars o ceràmica, molt resistent a altes temperatures, ja que s'ha d'escalfar, obert en els dos extrems, en el qual s'introdueix una substància que es vol fer reaccionar amb oxigen (combustió) o un altre gas, el qual circula de manera contínua per dins del tub.